# Плюти (гміна Папротня)
Плюти (пол. Pluty) — село в Польщі, у гміні Папротня Седлецького повіту Мазовецького воєводства.
Населення — 111 осіб (2011).
У 1975-1998 роках село належало до Седлецького воєводства.

## Демографія
Демографічна структура станом на 31 березня 2011 року:
|          | Загалом | Допрацездатний вік | Працездатний вік | Постпрацездатний вік |
| -------- | ------- | ------------------ | ---------------- | -------------------- |
| Чоловіки | 55      | 15                 | 34               | 6                    |
| Жінки    | 56      | 16                 | 25               | 15                   |
| Разом    | 111     | 31                 | 59               | 21                   |